# Сен-Жан-д’Авелан
Сен-Жан-д'Авеланн (фр. Saint-Jean-d'Avelanne) — коммуна во Франции, находится в регионе Рона — Альпы. Департамент коммуны — Изер. Входит в состав кантона Шартрёз-Гье. Округ коммуны — Ла-Тур-дю-Пен.
Код INSEE коммуны — 38398. Население коммуны на 1999 год составляло 620 человек. Населённый пункт находится на высоте от 256  до 549  метров над уровнем моря. Муниципалитет расположен на расстоянии около 450 км юго-восточнее Парижа, 75 км юго-восточнее Лиона, 36 км севернее Гренобля. Мэр коммуны — M. Jean-François Pillaud-Tirard, мандат действует на протяжении 2008—2014 гг.
Динамика населения (INSEE):